# Гентско въстание
Гентското въстание е проведено от градското население на Гент, което се противопоставя на режима на императора на Свещената Римска империя и на Испания, Карл V, в 1539 година. То е реакция на високите повинности, които според фламандците са само средство за имперски военни кампании, главно в Италианската война през 1536 – 1538 година.
Въстаниците се предават безропотно, след като Карл влиза в Гент следващата година. В психологическо отношение, той ги унижава, като ги облича в бели потници и им слага примки около вратовете, все едно ще бъдат екзекутирани. Оттогава гентското население е известно като „хората с примките“.